# Larry Stewart
Larry Alexander Stewart (Filadelfia, 21 settembre 1968) è un ex cestista statunitense, professionista nella NBA, in Turchia, Spagna, Grecia e Francia.

## Statistiche

### College
| Anno      | Squadra           | PG | PT | MP   | TC%  | 3P%  | TL%  | RP   | AP  | PRP | SP  | PP   |
| --------- | ----------------- | -- | -- | ---- | ---- | ---- | ---- | ---- | --- | --- | --- | ---- |
| 1988-1989 | Coppin St. Eagles | 28 | -  | 34,1 | 65,9 | 0,0  | 69,1 | 10,0 | 1,1 | 1,0 | 1,9 | 17,6 |
| 1989-1990 | Coppin St. Eagles | 33 | 33 | 37,0 | 64,5 | 0,0  | 70,1 | 11,2 | 1,0 | 1,0 | 1,3 | 18,7 |
| 1990-1991 | Coppin St. Eagles | 30 | 30 | 36,6 | 63,5 | 100  | 78,5 | 13,4 | 1,6 | 1,4 | 1,7 | 23,9 |
| Carriera  | Carriera          | 91 | 63 | 36,0 | 64,6 | 33,3 | 73,7 | 11,6 | 1,2 | 1,1 | 1,6 | 20,0 |

### NBA

#### Regular Season
| Anno      | Squadra            | PG  | PT | MP   | TC%  | 3P%  | TL%  | RP  | AP  | PRP | SP  | PP   |
| --------- | ------------------ | --- | -- | ---- | ---- | ---- | ---- | --- | --- | --- | --- | ---- |
| 1991-1992 | Washington Bullets | 76  | 43 | 29,3 | 51,4 | 0,0  | 80,7 | 5,9 | 1,6 | 0,7 | 0,6 | 10,4 |
| 1992-1993 | Washington Bullets | 81  | 8  | 22,5 | 54,3 | 0,0  | 72,7 | 4,7 | 1,8 | 0,6 | 0,4 | 9,8  |
| 1993-1994 | Washington Bullets | 3   | 0  | 11,7 | 37,5 | -    | 70,0 | 2,3 | 0,7 | 0,7 | 0,3 | 4,3  |
| 1994-1995 | Washington Bullets | 40  | 0  | 8,7  | 46,1 | 0,0  | 66,7 | 1,7 | 0,5 | 0,4 | 0,2 | 2,6  |
| 1996-1997 | Seattle S.Sonics   | 70  | 21 | 14,0 | 44,4 | 24,3 | 72,0 | 2,4 | 0,7 | 0,4 | 0,3 | 4,3  |
| Carriera  | Carriera           | 270 | 72 | 20,1 | 50,9 | 20,5 | 75,3 | 4,0 | 1,3 | 0,5 | 0,4 | 7,4  |

#### Playoffs
| Anno     | Squadra          | PG | PT | MP  | TC%  | 3P%  | TL% | RP  | AP  | PRP | SP  | PP  |
| -------- | ---------------- | -- | -- | --- | ---- | ---- | --- | --- | --- | --- | --- | --- |
| 1997     | Seattle S.Sonics | 4  | 0  | 4,0 | 83,3 | 50,0 | 100 | 0,3 | 0,5 | 0,5 | 0,3 | 3,3 |
| Carriera | Carriera         | 4  | 0  | 4,0 | 83,3 | 50,0 | 100 | 0,3 | 0,5 | 0,5 | 0,3 | 3,3 |

## Palmarès
- NBA All-Rookie Second Team (1992)